# Vis (geslacht)
Vis (ook: Van Romondt Vis) is een Nederlands geslacht dat vooral bestuurders in de provincie Zeeland voortbracht.

## Geschiedenis
De stamreeks begint met Cornelis Cornelisz. Vis die begraven werd te Colijnsplaat in 1713. Zijn kleinzoon Cornelis Vis (1714-1789) werd viceadmiraal ter repartitie van Zeeland, een zoon van de laatste schepen, raad en thesaurier van Middelburg. Een zoon van de laatste adellijke telg van het geslacht Van Romondt verkreeg in 1894 naamswijziging tot Van Romondt Vis.
In 1965 werd het geslacht opgenomen in het Nederland's Patriciaat.

## Enkele telgen
Cornelis Vis (1714-1789), viceadmiraal ter repartitie van Zeeland
- Cornelis Vis, heer van Kleverskerke (1757-1809), schepen, raad en thesaurier van Middelburg
  - Cornelis Vis (1788-1853), lid raad van Middelburg, lid Gedeputeerde Staten van Zeeland
    - mr. Willem Phoenix Vis (1818-1879), lid gemeenteraad van Middelburg, lid Gedeputeerde Staten van Zeeland, voorzitter Zeeuwsche Landbouw Mij.; trouwde in 1854 met jkvr. Susanna Cornelia Frederika van Romondt (1825-1899), laatste adellijke telg van het geslacht Van Romondt
      - mr. Cornelis Constant Willem van Romondt Vis (1855-1922), dijkgraaf, heemraad en hoogheemraad, verkreeg bij KB van 31 december 1894 naamswijziging tot Van Romondt Vis; trouwde in 1886 met Jacoba Dorothea barones Quarles de Quarles (1865-1955), presidente van de Nederlandse Vereniging ter Behartiging van de Belangen van Jonge Meisjes, lid van het geslacht Quarles
        - Louise Elisabeth Jacoba van Romondt Vis (1887-1976); trouwde in 1911 met jhr. mr. Gerlach Cornelis Joannes van Reenen (1884-1973), burgemeester, lid van het geslacht Van Reenen
        - mr. Willem Cornelis Constant van Romondt Vis (1889-1955), rentmeester van het Burgerweeshuis voor Nederlands-Hervormden en Fundatie Vrijvrouwe van Renswoude te ‘s-Gravenhage
          - Louise Joanna van Romondt Vis (1926); trouwde in 1950 met mr. Herman Willem Boudewijn Wefers Bettink, heer van Pijlsweert (1918-1999), bedrijfsjurist
          - ir. Constant Cornelis Willem van Romondt Vis (1929-2013), ingenieur

Geslachten die opgenomen zijn in het sinds 1910 verschijnende genealogische naslagwerk Nederland's Patriciaat. Lijst volgens opgave van het CBG Centrum voor familiegeschiedenis.
A · B · C · D · E · F · G · H · I · J · K · L · M · N · O · P · Q · R · S · T · U · V · W · Y · Z